# Rosendo Huguet Peralta

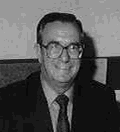
Rosendo Huguet Peralta.

Rosendo Huguet Peralta, C.M. (Ribaforada, Navarra, 6 de noviembre de 1938 - Ribaforada, Navarra, 19 de junio de 2017), fue un filósofo y misionero religioso español en el Perú de formación vicentina. Desempeñó el cargo de director de la I.E.P.P "San Vicente de Paúl" en la ciudad de Ica y del Colegio Manuel Pardo de Chiclayo.

## Biografía
Rosendo Huguet nació el 6 de noviembre de 1938 como hijo menor entre siete hermanos de una familia oriunda de Ribaforada, en la que según él aprendió el valor de la acción caritativa. De personalidad inquieta y ánimo responsable, emprendió su educación académica en su pueblo natal y la amplió con estudios secundarios en Pamplona. Su formación superior en filosofía y teología la llevó a cabo en Madrid, Cuenca, Salamanca y luego, se especializó en el posgrado "vida espiritual" en la Universidad Gregoriana de Roma. La academia marcó su vocación religiosa y en ella emprendió su instrucción en el sacerdocio a manos de la Congregación de San Vicente de Paúl, personaje que influirá notablemente es su concepción teo-filosófica. El 7 de octubre de 1957 fue admitido en la orden y el 25 de junio de 1965 se produjo su ordenamiento como sacerdote, tras el cual marchó por voluntad destinado a Perú para desarrollar su labor pastoral y educativa como misionero en la Congregación de la misión de los padres Vicentinos. Allí, desde hace más de cuarenta años, desarrolla en pleno su facultad para educar en los Centros Educativos escolares y parroquias de gran parte de la geografía peruana: Tarma (Andes centrales), Ica y Chiclayo, entre otras. Entre los cargos que ha desempeñado dentro de la comunidad educativa y eclesiástica cabe destacar los de: Asesor de obras misionales pontificias, Director académico del "Colegio Manuel Pardo" de Chiclayo, Director espiritual del "Colegio Manuel Pardo" de Chiclayo y Concejal de cultura y espectáculos de Tarma. En la actualidad, aparte de ser superior y párroco, es Asesor de la OMP CEDIMIS (Centro Diocesano Misionero), Director espiritual de las Hijas de la caridad en el Perú y desempeña el cargo tanto de Director como de ecónomo del Colegio San Vicente de Paúl de Ica.
Cabe hacer mención de su carisma en la asistencia a los más necesitados. Así se lo reconocen sus paisanos y allegados, que le han homenajeado numerosas veces por su actividad humanitaria. Podemos destacar su trabajo en las labores de reconstrucción de la zona más afectada por el fuerte terremoto que sacudió Perú en 2007. Falleció de cáncer junto al consuelo de su familia en 2017, siendo enterrado en su localidad natal. 

## Pensamiento

### Educación
Huguet basa en la educación todas sus enseñanzas teológicas y filosóficas. Como activo educador, Rosendo está presente en los eventos culturales y religiosos más importantes del país andino. Es a la vez partícipe y ponente de los seminarios más importantes sobre la labor educativa de los jóvenes del siglo XXI. A través de la figura del misionero-maestro muestra una ferviente defensa de la educación como medio para alcanzar la verdad y con ella conseguir un estado pleno de felicidad en el hombre. Nada que merezca la pena en la vida se consigue sin enseñanza, por eso, Rosendo apuesta por una educación basada en una "libertad responsable", basada en la reflexión crítica, que cultive la autonomía de la recta conciencia sin caer en el dogmatismo de las normas impuestas.

### Teología
De espíritu misionero calado en el carisma y las enseñanzas de San Vicente de Paúl, Huguet vuelca su acción a la asistencia de los más necesitados y a promover la vocación pastoral entre la juventud. Así como desde su faceta de educador tiene como pilar fundamental la educación para dar forma al material humano, desde su condición de teólogo encuentra trascendente el valor de la comprensión por parte del instructor para transmitir la felicidad que conlleva conocer la "buena nueva" que contiene el evangelio. Así, la "libertad responsable" de la que hemos hablado antes se refiere al cultivo de una conciencia iluminada por Dios a través de la reposada lectura de la palabra divina (Biblia) y el retiro espiritual que trae la oración diaria. En efecto, la lectura del evangelio y el diálogo con la divinidad suponen para Rosendo los dos pilares en el desempeño de la labor del sacerdote como director espiritual. Para él la verdadera felicidad y libertad se halla en la plena comunión con Dios que exige un clima de amor y compasión mutuo entre los individuos que integran la comunidad.

### Filosofía
Como buen estudioso de la literatura, Huguet es consciente de la importancia que posee el lenguaje para poder decir algo filosóficamente verdadero de la realidad. Por eso, su pensamiento adquiere claros tintes hermenéuticos. Según él vivimos en un mundo de expresiones simplistas que tejen una cultura de corte consumista. Este estado se desarrolla en todas las disciplinas del pensamiento: derroche onto-metafísico, relativismo en la moral y política, "ley del menor esfuerzo" en gnoseología. Así, ve imprescindible volver a rescatar y defender al lenguaje de las fauces del vulgo (lo aparente) y retornarlo al verdadero esfuerzo del concepto que exige la buena filosofía. En ese trabajo de colocar a la cultura en predisposición al diálogo desde el cual se consiga la paz, se propone básica la actividad de la comprensión, germen básico de la acción educativa que tanto nos importa.
La filosofía debe de bajar de todo pedestal para hacer frente a los problemas reales que nos plantea la vida, de modo que la filosofía ha de convertirse en una filosofía de la vida, orientada a presentar de una forma más agradable todas nuestras vivencias. Para ello, antes de hablar se requiere escuchar y escuchar bien: solo hay un camino para conseguir esta tarea productiva, lo que Rosendo llama en su filosofía orientada a la vida "el trípode":
- Moral: Libertad responsable. Obrar libremente teniendo en cuenta antes nuestras obligaciones con Dios, y en extensión, con los demás.
- Metafísica: Conocer la realidad requiere conocer primeramente nuestras limitaciones y para eso primero tenemos que cumplir con nuestros deberes antes de reclamar nuestros derechos.
- Gnoseología: El recto conocimiento de nuestra naturaleza sólo se alcanza por una única vía: el estudio.

## Reconocimientos
- El Consistorio ribaforadero le puso su nombre a una calle en su localidad natal.
- Personaje homenajeado en el Paloteado de Ribaforada, años 1998 y 2017 (póstumamente).
- Nombrado Ribaforadero popular en los años 2006 y 2012.[3]
- Alta distinción "Señor de Sipán" otorgada por el Gobierno regional de Lambayeque, año 2006.[4]
- Condecoración "Divino Maestro" por el Consorcio de colegios católicos, año 2006.[5]
- La Promoción del año 1991 del Colegio Chiclayano "Manuel Pardo" toma en su honor su nombre.

## Obras
- Huguet, R.:"La Educación, la escuela más completa de evangelización" en CLAPVI. Ed. Kimpres, n.º 88, julio-septiembre, año 1995, pp. 196-204. Edición digital